# Grinch

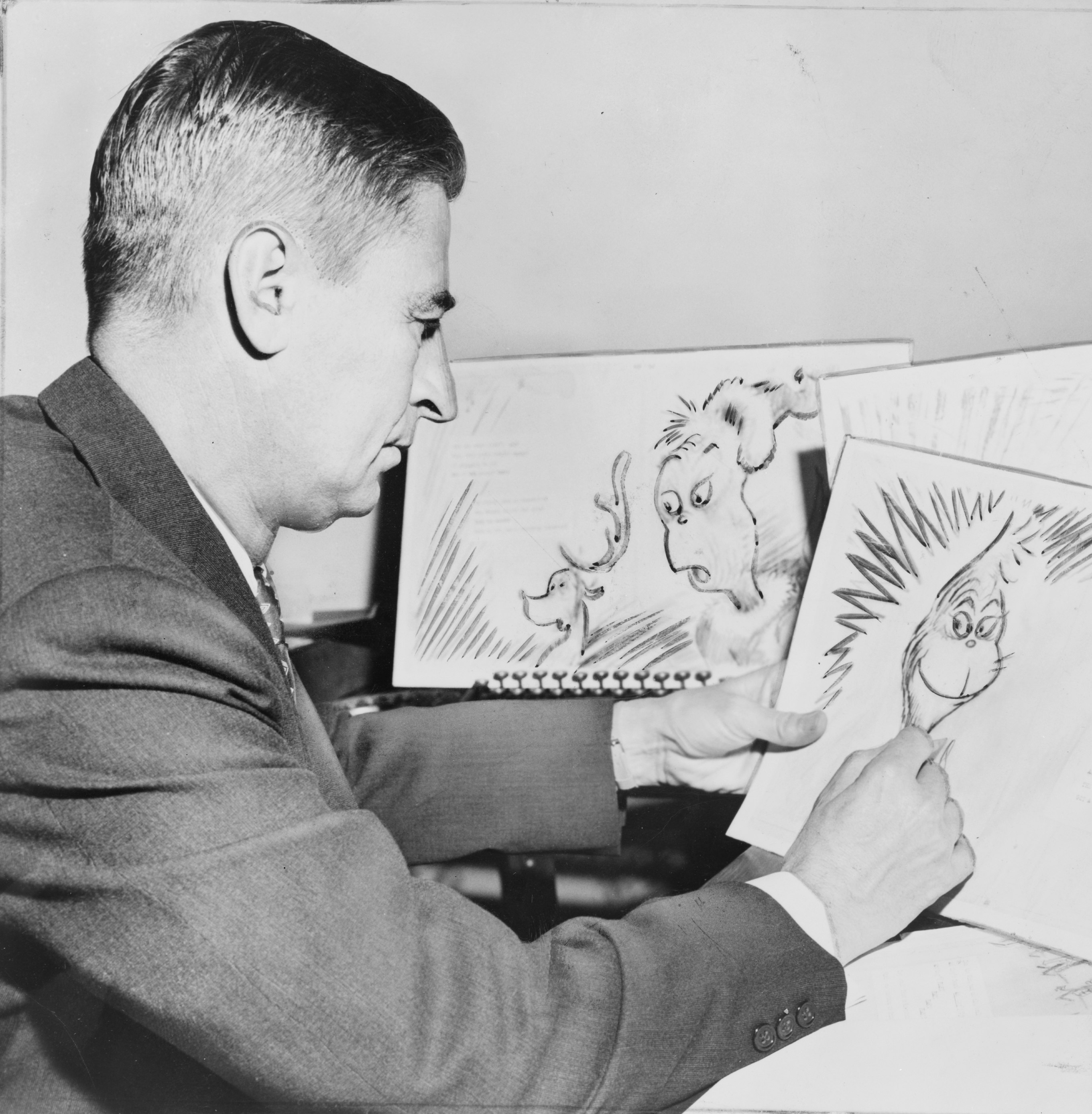
Ted Geisel pracuje na ilustraci knihy Jak Grinch ukradl Vánoce!

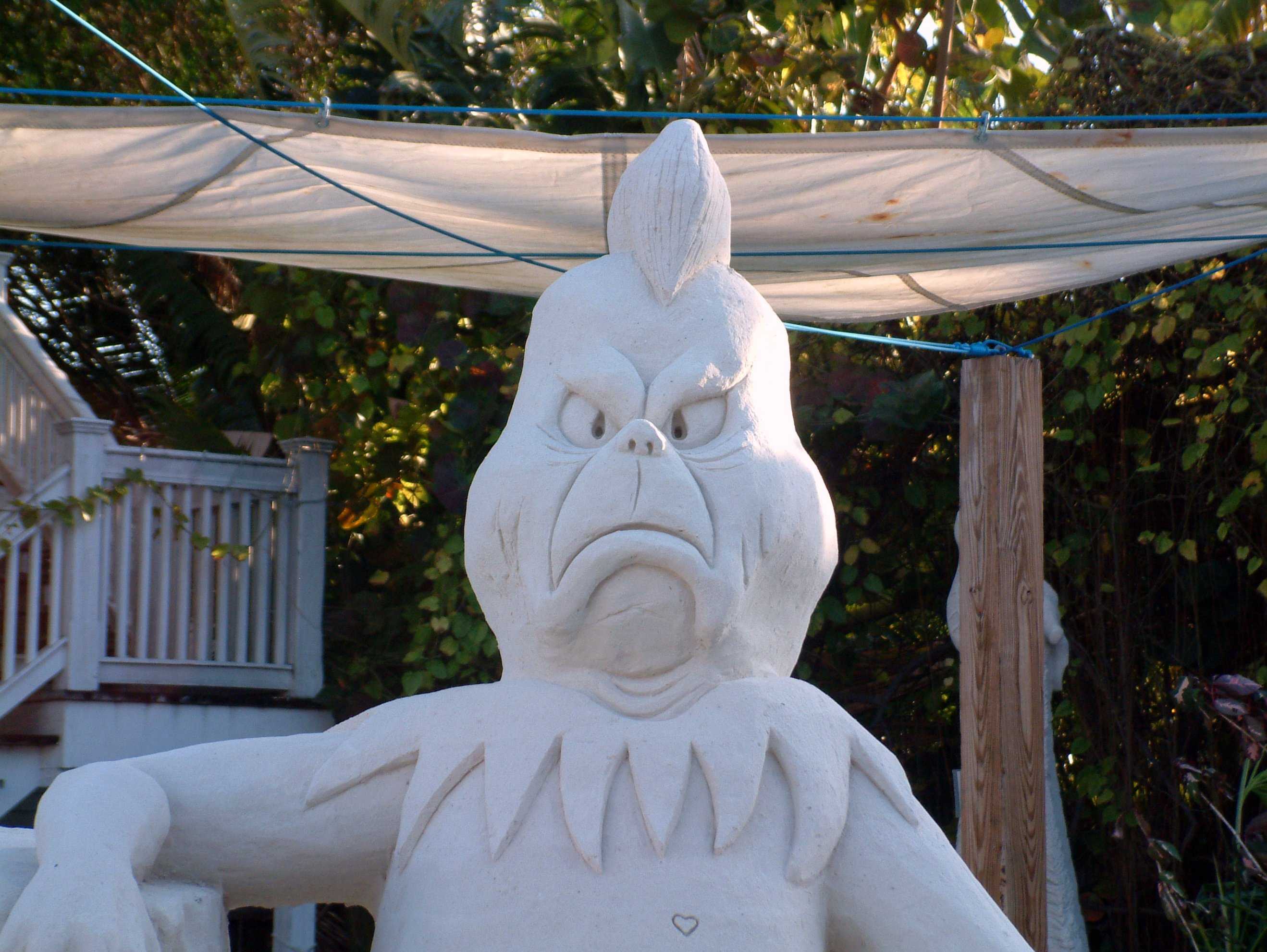
Grinchova socha z písku

Grinch je pohádkový skřítek pro děti i dospělé a hrdina kreslené rýmované knihy „Jak Grinch ukradl Vánoce!“ od Theodora Geisla.

## Grinch
Skřítek Grinch pochází z malé vesničky ve sněhové vločce. Tam také žijí Kdovíci, kteří se chlupatého a zeleného Grinche bojí. Grinch v dětství utekl od svých dvou „tetiček“, které se o něj staraly, a schoval se v jeskyni pod vrcholkem hory nad vesničkou. Po náhodném setkání po letech, když Grinch už byl dospělý, se o něj začala zajímat malá Cindy. Zjišťuje kdo jej zná a proč jej nikdo nemá rád. Navrhne městu, aby se Grinch stal Smíchmaestrem roku (hlavní postavou Kdovíkovských Vánoc) a po mnoha letech oslavil Vánoce společně s Kdovíky. Grinch přijde a dlouho se mu to líbí, že je středem pozornosti ale nakonec se v něm znovu probudí neláska k Vánocům, naštve se a uteče. V noci sestrojí motorové saně, vyrobí si obleček a jako Santa Claus a vyrazí do vesničky ukrást Vánoce. Vezme všem dárky, vánoční stromečky a dokonce i jídlo. Je se svým dílem spokojen a chystá se celý náklad saní svrhnout z vrcholu hory. Dole v Kdovíkově je pozdvižení, všichni jsou zklamáni, že jim byly ukradeny Vánoce. Za příčinu všeho je mimo Grinche označena i malá Cindy. Její do té doby zakřiknutý otec se ale své dcery zastane s tím, že k oslavě Vánoc nepotřebuje dárky, ale svoji rodinu a přátele. Tím pohne Kdovíky, kteří si uvědomí, že Vánoce nejde ukrást. To si uvědomí i Grinch, když uslyší z vesničky zpěv koled. Uvědomí si dokonce, že má rád svého psa. Společně s Cindy se rozhodne vše vrátit a oslavit Vánoce s Kdovíky. Tím získá srdce své někdejší lásky Marty Kdovíjaké, pro kterou kdysi Kdovíky opustil.

## Knihy a filmy
Kreslenou knihu Jak Grinch ukradl Vánoce! (How the Grinch Stole Christmas!) napsal Dr. Seuss. V této knížce pro děti i dospělé ve verších kritizoval komerční zneužití Vánoc.
Kniha byla vydána v roce 1957. Následně byla zpracována a zpopularizována v televizním filmu režiséra Chucka Jonese (1966; Metro-Goldwyn-Mayer's MGM Animation/Visual Arts studio). Zfilmováno rovněž v roce 2000 pod názvem Grinch, v roli Grinche Jim Carrey.
V roce 1977 bylo vydáno "pokračování", které Dr. Seuss nazval Halloween Is Grinch Night (Halloween je Grinchova noc). V témže roce byl vysílán na vlnách CBS.
Oba příběhy byly oceněny cenou Emmy.
V roce 1982 vydal Dr. Seuss, tentokrát již pod svým pravým jménem Ted Geisel třetí pokračování Grinchových příhod, které získalo dokonce dvě ocenění Emmy – Marvel green-lit The Grinch Grinches the Cat in the Hat (Grinch Grinchnul Kocoura v klobouku). 2000 ve stejnojmenném filmu Grinch.
V roce 2018 vznikla animovaná rodinná komedie s názvem The Grinch. Režiséři  jsou  Yarrow Cheney, Scott Mosier.